# 주간고속도로 제77호선
주간고속도로 제77호선(영어: Interstate 77, I-77)은 미국 남동부 사우스캐롤라이나주 컬럼비아(Columbia)와 동부 오하이오주 클리블랜드(Cleveland)를 연결하는 총 연장 981.86km의 고속도로이다. 77호선은 애팔래치아산맥 중부를 관통하여 남북을 잇는 주요한 도로이다.
77호선의 버지니아주와 웨스트버지니아주의 경계에 위치한 이스트리버마운틴 터널(East River Mountain Tunnel)은 미국의 전 도로에서 주의 경계에 놓여져 있는 터널 2개 중 하나에 속한다. 나머지 하나는 테네시주와 켄터키주의 경계에 위치한 미국 국도 제25호선 동부선의 컴벌랜드갭 터널(Cumberland Gap Tunnel)이다.